# 新恋
新 恋（あらた れん、1月7日 - ）は、日本の元男性声優。神奈川県出身。

## 略歴
『CLANNAD』がきっかけで声優を目指した。
以前はぷろだくしょんバオバブに所属していた。

## 人物
特技はダーツ、バスケットボール、都市伝説語り。趣味は都市伝説、歌。
資格は原動機付自転車運転免許。

## 出演

### テレビアニメ
- お兄ちゃんはおしまい!（2023年、学生B）

### マルチエンタメプロジェクト
- SPECTACLE Spectrum（2020年 - 、雄黄[3]）

### ボイスドラマ
- みらい文庫チャンネル
  - きみとチェンジ！？(2021年、立花翔[4])
  - 30秒ですぐコワイ！ 学校のミジ怪談(2021年、語り部（男性）[5])
- 千年出版社第一編集部の編集男子が好きなもの～ちょっぴり懐かしい都市伝説編～（2021年、九一[6]）

### デジタルコミック
- りぼんチャンネル ふつうじゃなくても(2021年、塁[7])
- ジャンプチャンネル
  - 僕より目立つな竜学生（2021年、日暮学[8]）
  - へのへのもへじと棒人間とパンツ（2023年、佐藤[9]）
- ゼロサムYouTubeチャンネル
  - 貧乏男爵令嬢の領地改革～皇太子妃争いはごめんこうむります～（2023年、ランディー殿下[10]）
  - 高飛車皇女は黙ってない（2023年、男子生徒[11]）

### その他
- VOICEPEAK 商用可能 ナレーター（男性4）